# Lycoriella glacialis
Lycoriella glacialis är en tvåvingeart som först beskrevs av Rubsaamen 1898.  Lycoriella glacialis ingår i släktet Lycoriella och familjen sorgmyggor.
Artens utbredningsområde är Grönland. Inga underarter finns listade i Catalogue of Life.